# Bréchaumont
Bréchaumont je občina v departmaju Haut-Rhin francoske regije Alzacija.
Leta 2008 je v občini živela 401 oseba oz. 62 oseb/km².